# 輪状甲状靱帯切開
輪状甲状靭帯切開（りんじょうこうじょうじんたいせっかい、輪状甲状間膜切開、英：Cricothyrotomy）は、異物による気道閉塞、血管浮腫、重度の顔面外傷などの生命を脅かす状況において、気道確保を目的として皮膚と輪状甲状靱帯を切開するものである。

## 概要
輪状甲状靭帯切開は、他の気管挿管法が不可能または非現実的な場合に、ほぼ常に最後の手段として行われる。気管切開と比較すると、輪状甲状靭帯切開は迅速かつ容易に実施でき、合併症も少ない。 しかし、輪状甲状靭帯切開は極限状況下では救命できるかもしれないが、この技術は確実な気道確保ができるまでの一時しのぎにすぎないと考えられている。

## 適応
輪状甲状靭帯切開は、緊急時に気道を確保する一般的な手段である、標準的な気管挿管や声門上器具（ラリンジアルマスクなど）など、他の気道確保手段が数多くあることから、最後の手段として用いられることが多い。 輪状甲状靭帯切開は救急室での挿管の約1％を占めており、主に外傷を受けた患者に用いられる。
この処置の一般的な適応は以下の通りである：
- 挿管不能
- 換気不能
- SpO2 >90% 維持不能
- 重症外傷で経口挿管も経鼻挿管もできない場合

## 禁忌
- ランドマーク（輪状甲状靱帯）の確認ができない場合
- 腫瘍や甲状腺腫などの解剖学的異常がある場合
- 気管切断
- 感染症や外傷による急性の喉頭疾患
- 12歳以下の小児（10～14ゲージの留置針を使用して穿刺することはある。）

## 手技
この手技はフランスの外科医・解剖学者である、フェリックス・ヴィック・ダジールによって1805年に初めて記載された。輪状甲状靭帯切開は一般的に、喉頭隆起（喉仏）のすぐ下の喉の皮膚を垂直に切開し、その深部にある輪状甲状膜を水平に切開することによって行われる。 内径6～7mmの気管切開チューブまたは気管チューブを挿入し、カフを膨張させてチューブを固定する。 手技を行う者は、ブジー（先端1インチが30度の角度の半硬質直管プラスチック片）を使用して、チューブに剛性を与え、留置を誘導してもよい。 留置の確認は、両肺の聴診と胸郭挙上と低下を観察して評価する。 あるいは、ベッドサイド超音波が、手技誘導と気管チューブの位置確認にますます使用されるようになってきた。特に頚椎カラーを装着している状況では有用である。

## 重要性とトレーニング
輪状甲状靭帯切開は気管挿管ができない場合には生命を左右する重要な手技であり、外科系医師でなくても患者の命を預かる臨床医として知っているべき手技である。そのため、内科医であっても緊急時には輪状甲状靭帯切開を施行しなくてはならない場合がある。一方、この処置は、気道技術や補助具の進歩により、行われることが極めて稀であるため、高ストレスの状況下でこの処置を正しく行うためには、シミュレーショントレーニングが重要である。

### 輪状甲状靭帯穿刺

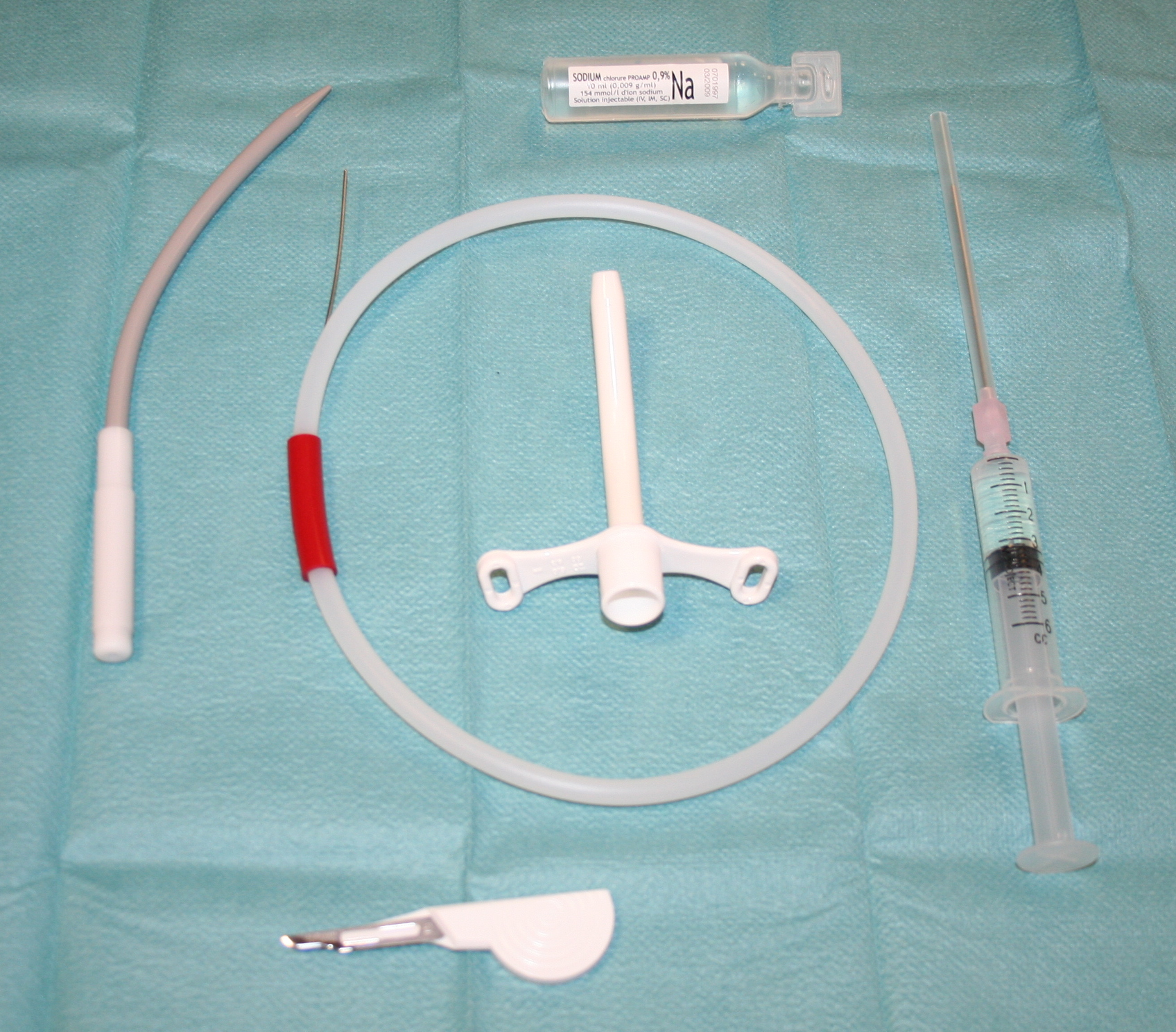
輪状甲状靱帯切開キット

輪状甲状靭帯穿刺は輪状甲状靱帯切開と似ているが、メスで切開する代わりに、大径の留置針を挿入する（10～14ゲージ）。この方法は、特別に設計されたキットを使用する場合は、かなり簡便である。この方法では、送気できる流量が非常に限られている。皮膚から気管に挿入したカテーテルから高圧ガス源を用いて肺に酸素を供給する方法は、経皮的経気管換気（Percutaneous transtracheal ventilation）（PTV）と呼ばれる従来の換気法の一形態と考えられている。
輪状甲状靭帯穿刺は極限状況では救命効果があるが、この方法は確実な気道が確保されるまでの一時的な措置としてのみ意図されている。輪状甲状靭帯穿刺により、十分な酸素を供給できるが、輪状甲状靭帯カテーテルの直径が細いため、二酸化炭素の除去には十分ではない。すなわち、吹送（insufflation）は可能だが、換気（ventilation）は不可能である。理想的状況下では、無呼吸酸素化を1時間行った場合、酸素飽和度が98％以上であるにもかかわらず、動脈血二酸化炭素分圧は250mmHg以上、動脈血pHが6.72未満になると予想される。より確実な気道を確保するには、外科的輪状甲状靱帯切開を行うことであり、この場合は5～6mmの気管チューブや気切チューブをより大きな切開を通して挿入できる。または、セルディンガー法の応用による経皮拡張式輪状甲状靭帯切開を行う 。
いくつかのメーカーは、輪状甲状靭帯にポリ塩化ビニル製カテーテルを挿入するために、ワイヤーガイドによる経皮拡張法（セルディンガー法）または従来式の外科的手法のいずれかを行うための、滅菌包装済みの輪状甲状靭帯切開キットを販売している。このキットは、病院の救急外来や手術室、救急車やその他の病院前救護に常備されていることがある。ミニトラックⅡTMはそのような製品の一例であり日本で長年使用されてきたが、販売終了となってしまった。

## 一般的なメディアにおける扱い
- マッシュ (テレビドラマ)[15]で マルケイ神父が患者に緊急輪状甲状靭帯切開を行う。無線でピアス医師の指示を受けながら、ペン、ナイフ、スポイトを使って手術を行う。言うまでもなく、これは現実には非常に危険なことである。理想的な臨床条件下であっても輪状甲状靭帯切開は難しく、特殊な道具と準備、解剖学に関する実践的な知識が必要である。頸部には多くの主要な血管や神経があり、そこを切ることは患者を傷つける危険性が高い。
- ニコラス・ローグの映画ジェラシー (1980年の映画)では、テレサ・ラッセル演じるミレーナ・フラハティが、意図的な薬物過剰摂取の後、緊急輪状甲状靭帯切開を受けている。
- グレイズ・アナトミー 恋の解剖学では、少なくとも3つのエピソードで緊急輪状甲状靭帯切開が取り上げられている。
  - "Owner of a Lonely Heart,"では、クリスティナ・ヤング（英語版）が電球を飲み込んだ患者に緊急輪状甲状靭帯切開を施すところだった。しかし、彼女がそうする前に、そこにプレストン・バーク（英語版）医師が現れ、患者を手術室に運び、緊急胸腔鏡手術を行う。
  - "The Heart of the Matter,"では、イジー・スティーブンス（英語版）が外科部長リチャード・ウェバー（英語版）医師の姪カミーユに初めて緊急輪状甲状靱帯切開を行う。
  - "I Saw What I Saw"では、アレックス・カレフ（英語版）が、後に死亡する患者に対して輪状甲状靱帯切開を行う。

- ER緊急救命室のエピソード "Reason to Believe "では、ケリー・ウィーバー（英語版）医師が学生に緊急輪状甲状靭帯切開を行う。小学校のカフェテリアで小児肥満（英語版）についてのニュース番組を撮影中、生徒の一人が窒息し始める。ハイムリック法が失敗した後、彼女はキッチンナイフと飲料用ストローで輪状甲状靭帯切開を行う。このほかにも、特に外傷治療室などで気道確保ができない場合に多く行われる。
- 映画「不法執刀」（1997年）では、デイヴィッド・ドゥカヴニーが薬物乱用で免許を剥奪されたロスの有名外科医を演じ、バーで銃撃戦を目撃することになる。彼はマフィアの犯罪者を救うため、緊急で輪状甲状靭帯切開を行う。このことがきっかけでマフィア一家と親密になり、ストーリーが進展していく。
- BBC3の医療ドラマBodies（英語版）では、主人公のロブ・レイクは、マックス・ビーズリー演じる新任の産婦人科医で、喉頭蓋炎で呼吸困難の患者のもとに呼び出される。レイクは救急車を呼ぶがなかなか助けが来ないので、患者の命を案じ、訓練を受けていない自分が輪状甲状靭帯切開を行うことにする。しかし、手術は失敗し、患者は救助が来る前に息を引き取ってしまった。この出来事とコンサルタントによる隠蔽にまつわる罪悪感は、主人公とコンサルタントとの関係をさらに発展させる重要な背景となる。
- 「ドクタークイン 大西部の女医物語」では、彼女の恋人であり仲間であるネイティブアメリカンに育てられた白人男性サリーが、クイン博士の少年の一人に、鳥の羽（中空になっている根元部分）を使って処置を行う。
- ナショナル ジオグラフィック (テレビチャンネル)のドキュメンタリー番組「Inside Combat Rescue」のエピソード では、アフガニスタンでアメリカ空軍のパラレスキュー隊員が、戦闘状況下で操縦するヘリコプターの中で、負傷した民間人に実際に輪状甲状靭帯切開を行う場面がある。手術は成功し、患者はカンダハル地域医療病院に搬送される。
- ニュージーランドのソープオペラ「ショートランド・ストリート」シリーズ21、エピソード5104/5105では、医学生ペイジ・マンローがポケットナイフとペンで輪状甲状靭帯切開を行い、無資格で（しかも緊張して）女性の命を救っている。
- スイスの作家パスカル・メルシエ（英語版）の小説「リスボンへの夜行列車（英語版）」では、主人公の一人がボールペンで仮の輪状甲状靭帯切開を行い、窒息した姉の命を救う。
- 1997年のアナコンダ (映画)では、主人公のスティーブン・ケイル博士（エリック・ストルツ）がスキューバ装備の中にあった毒バチに口を刺されたとき、ポール・セローン（ジョン・ヴォイト）がポケットナイフと硬質プラスチックチューブを使って手術を行う。
- 漫画『ジョジョの奇妙な冒険』の第5部「黄金の風」では、登場人物のナランチャ・ギルガ（英語版）が舌を切られ、ペンだけを使った緊急輪状甲状靭帯切開が必要になる。